# Skowronia Góra
Skowronia Góra – góra o wysokości 839 m n.p.m. w Krowiarkach (Sudety Wschodnie), w pobliżu wyludnionej wsi Marcinków. Od szczytu odchodzi na zachód krótki, boczny grzbiet z kulminacją Górzycy. Bezleśny wierzchołek stanowi doskonały punkt widokowy na Kotlinę Kłodzką (a właściwie Rów Górnej Nysy) oraz otaczające ją pasma górskie: Góry Sowie, Góry Bardzkie, Góry Złote, Góry Bialskie, Masyw Śnieżnika, Góry Bystrzyckie oraz Góry Stołowe. Zza Gór Bialskich wyłania się Wysoki Jesionik. Masyw Skowroniej Góry zbudowany jest ze skał metamorficznych - łupków łyszczykowych serii strońskiej, należących do metamorfiku Lądka i Śnieżnika.